# Simon Magakwe
Simon Magakwe (Sudáfrica, 25 de mayo de 1986) es un atleta sudafricano, especialista en la prueba de 100 m, en la que logró ser medallista de bronce africano en 2018

## Carrera deportiva
En el Campeonato Africano de Atletismo de 2018 celebrado en Asaba (Nigeria) ganó la medalla de bronce en los 100 metros, con un tiempo de 10.35 segundos, siendo superado por su compatriota el también sudafricano Akani Simbine (oro con 10.25 segundos) y por el marfileño Arthur Cissé (plata con 10.33 segundos).
El 22 de diciembre de 2014, Magakwe se negó a someterse a pruebas fuera de competición. Posteriormente, se le impuso una suspensión de dos años en el deporte por violación de la normativa antidopaje.